# 1re Division du Canada
Ne doit pas être confondu avec 1re Division canadienne.
Pour les articles homonymes, voir 1re division.
 (mai 2017).
Si vous disposez d'ouvrages ou d'articles de référence ou si vous connaissez des sites web de qualité traitant du thème abordé ici, merci de compléter l'article en donnant les références utiles à sa vérifiabilité et en les liant à la section « Notes et références ».
La 1re Division du Canada est une formation du Commandement des opérations interarmées du Canada des Forces armées canadiennes. Elle fut mobilisée pour la première fois en tant que la 1re Division d'infanterie canadienne en 1939 pour servir lors de la Seconde Guerre mondiale. Elle fut dissoute à la fin de la guerre, puis, réactivé et à nouveau dissoute à deux reprises durant la guerre froide. Elle est reformée en 2010 sous son nom actuel sous le Commandement de la Force terrestre (maintenant l'Armée canadienne). En 2015, elle est transférée de l'Armée canadienne au Commandement des opérations interarmées du Canada. Elle reprend aussi l'histoire de la 1re Division canadienne qui a servi lors de la Première Guerre mondiale.

## Histoire

### Seconde Guerre mondiale
À l'aube de la Seconde Guerre mondiale, la division fut mobilisée avant la déclaration de guerre officielle aux côtés des 2e et 3e Division d'infanterie canadienne. Elle a traversé l'océan Atlantique en deux convois principaux à la fin de 1939 avec des troupes additionnelles qui traversèrent en février 1940. En 1941, la formation adopta l'histoire et l'insigne de bataille rouge rectangulaire, la « Flanelle rouge », portée par la 1re Division canadienne durant la Première Guerre mondiale.
Les éléments de la formation étaient loin d'être complètement équipés lors de la mobilisation. En effet, les pièces d'artillerie et les mitrailleuses disponibles étaient presque toutes obsolètes et les troupes manquaient de casques d'acier. Seulement graduellement, des armes modernes, de l'équipement et du transport commencèrent à compléter la division en 1940.
Malgré cela, durant l'évacuation de Dunkerque en juin 1940, les Canadiens reçurent l'ordre de se rendre en France. Seul le The Hastings and Prince Edward Regiment arriva sur le continent et s'en retourna presque immédiatement. La division s'entraîna en Angleterre pendant trois ans avant d'être transférée en Méditerranée pour prendre part au débarquement en Sicile en juillet 1943 qui se termina après 38 jours de combat.
Par la suite, elle fut envoyée en Calabre et combattit vers le nord sur le péninsule italienne où elle se battit rudement contre les Allemands dans la région d'Ortona et connut de nombreuses pertes. Cependant, les militaires canadiens étaient déterminés et les troupes allemandes souffrirent de nombreuses pertes. En fait, le 27 décembre 1943, tout ce qu'il demeure à Ortona après plusieurs jours de fusillades et de bombardements aériens était la 1re Division canadienne. En décembre 1943, la division a pris part à la campagne de la rivière Moro.

## Structure
Depuis 2010, la 1re Division du Canada comprend trois régiments réguliers en plus de son quartier général : le 4e Régiment d'appui du génie, le 4e Régiment de défense antiaérienne et le 21e Régiment de guerre électronique. La division comprend également une compagnie d'infanterie de la Première réserve, The Princess of Wales' Own Regiment.